# والتر دلیون
والتر دلیون (انگلیسی: Walter DeLeon؛ 
 ۳ مهٔ ۱۸۸۴ – ۱ اوت ۱۹۴۷) فیلم‌نامه‌نویس و نمایشنامه‌نویس اهل ایالات متحده آمریکا بود. وی بین سال‌های ۱۹۱۲ تا ۱۹۵۳ میلادی فعالیت می‌کرد.
از فیلم‌هایی که وی در آن‌ها نقش داشته‌است، می‌توان به برد با اختلاف اندک، زنوبیا، راگلزهای رد گپ، اتحادیه اقیانوس آرام و غول کوچک اشاره نمود.